# IC 638
IC 638 је спирална галаксија у сазвјежђу Лав која се налази на листи објеката дубоког неба у Индекс каталогу.
Деклинација објекта је + 15° 53' 44" а ректасцензија 10h 43m 48,0s. Привидна величина (магнитуда) објекта IC 638 износи 14,6 а фотографска магнитуда 15,4. IC 638 је још познат и под ознакама MK 632, CGCG 94-117, CGCG 95-4, IRAS 10411+1609, PGC 31988.